# Biografielijst Ji

## Ji
- Ji Liping (1988), Chinees zwemster

## Jia
- Jia Zhangke (1970), Chinees filmmaker en acteur
- Jia Zongyang (1991), Chinees freestyleskiër
- Jiang Bo (1977), Chinees atlete
- Jiang Haiqi (1992), Chinees zwemmer
- Jiang Huajun (1984), Chinees tafeltennisster
- Jiang Jialiang (1964), Chinees tafeltennisser
- Jiang Tengyi (1985), Chinees autocoureur
- Jiao Zhimin (1963), Chinees tafeltennisster

## Jif
- Tesfaye Jifar (1976), Ethiopisch atleet

## Jig
- Ngabo Ngawang Jigme (1910), Tibetaans politicus

## Jim
- Flaco Jiménez (1939-2025), Amerikaans accordeonist
- Sérgio Jimenez (1984), Braziliaans autocoureur
- Timoleón Jiménez (1959), Colombiaans FARC-commandant
- Joaquín Jiménez Fernández (bijgenaamd "El Salmonete") (1962), Spaans flamencozanger
- Little Jimmy (artiestennaam van Marc Claeys, 1944-2020), Belgisch bluesmuzikant

## Jin
- Sun-Yu Jin (1988), Koreaans shorttrackster
- Jin Boyang (1997), Chinees kunstschaatser
- Jin Yang (1994), Chinees kunstschaatser
- Jin Yong (1924-2018), Chinees schrijver
- Bobby Jindal (1971), Amerikaans ambtenaar en politicus
- Karl Jindrak (1972), Oostenrijks tafeltennisser
- Eva Jinek (1978), Nederlands journaliste, nieuwslezeres en presentatrice
- Courtney Jines (1992), Amerikaans actrice, filmproducente en scenarioschrijfster

## Jip
- Ben Jipcho (1943), Keniaans atleet
- Daan Jippes (1945), Nederlands striptekenaar

## Jir
- Petr Jiráček (1986), Tsjechisch voetballer
- Andrea Jirků (1989), Tsjechisch schaatsster

## Jis
- Gia Jisjkariani (1967), Georgisch voetballer
- Micheil Jisjkariani (1969), Georgisch voetballer
- Jan Jiskoot (1940), Nederlands zwemmer

## Jit
- Jito (????), keizerin van Japan (686-697)

## Jiu
- Shi Jiuyong (1926-2022), Chinees jurist

## Jiv
- Christo Jivkov (1975-2023), Bulgaars acteur

## Jiy
- Tasa Jiya (1997), Nederlands atlete